# ما روي
ما روي هي لاعبة هوكي الجليد صينية، ولدت في 29 مارس 1989.

## وصلات خارجية
- ما روي على موقع EliteProspects.com (الإنجليزية)
- ما روي على موقع Eurohockey.com (الإنجليزية)
- ما روي على موقع أوليمبيديا (الإنجليزية)
- ما روي على موقع اللجنة الأولمبية الصينية (الإنجليزية)